# Homosexualité dans les religions

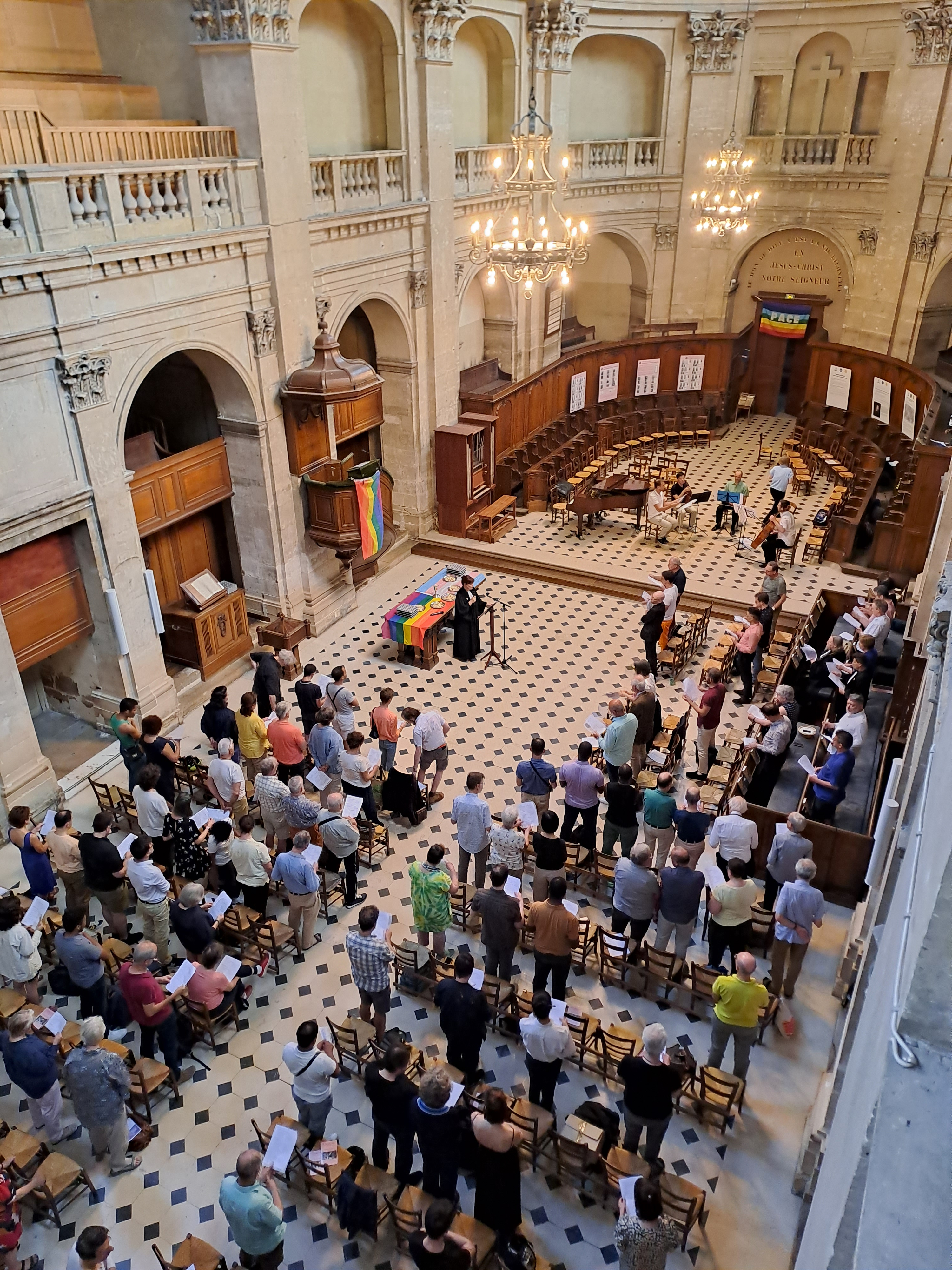
Veillée inclusive œcuménique au temple protestant de l'Oratoire du Louvre avant la marche des fiertés LGBT de Paris.

Le regard des religions sur l'homosexualité varie en fonction de la dénomination religieuse et des époques. Historiquement, plusieurs religions portent un regard négatif sur l'homosexualité, voire la "condamnent". Il y a donc une tendance à l'homophobie venant des religions monothéistes que sont le christianisme, l'islam et le judaïsme. Les personnes homosexuelles ont subi et subissent encore des discriminations voire des persécutions de la part d'autorités religieuses ou sous des motifs religieux.

## Religions abrahamiques

### L'homosexualité dans le judaïsme

#### Histoire et interprétation biblique

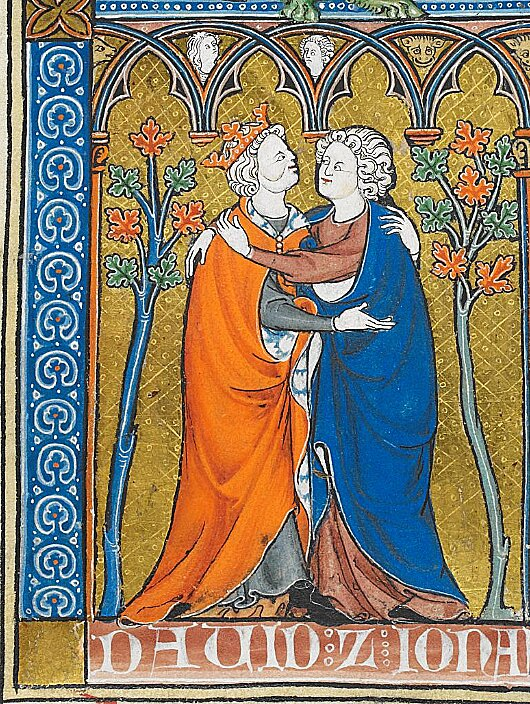
Le roi David embrassant Jonathan (enluminure médiévale)

Dans le judaïsme, les peuples ayant précédé Israël semblent avoir pratiqué la prostitution féminine et masculine rituelle au service de Baal ou Ba'al (hébreu : בָּעַל, Báʿal, qui signifie diable ou mari) et d'Astarté ou Ashtarot (עשתרת) en hébreu, et la Bible condamne les pratiques idolâtres. Babylone est qualifiée de "prostituée". Sous le règne de Roboam, fils de Salomon, les textes rapportent que la prostitution masculine était officielle dans le pays. La condamnation de ces pratiques idolâtres intègre celle de l'homosexualité. Elle apparaît dans le Lévitique et ne semble concerner que les relations entre hommes.
Deux passages dans la Torah semblent les condamner :
Dans le Lévitique : la relation sexuelle entre hommes est présentée comme une « abomination » ("To'évah" en hébreu).
1. « Tu ne coucheras pas avec un homme comme on couche avec une femme. C'est une abomination. » : Lévitique 18:22
L'interprétation du rabbin Gabriel Farhi énonce qu'il ne s'agirait pas ici d'une condamnation de pratiques sexuelles entre deux hommes au sens strict mais que la condamnation porte sur le "comme", autrement dit un homme qui a des relations sexuelles avec un homme devrait faire autrement qu'avec une femme. Cette interprétation ne condamnerait dès lors que le rapport sexuel anal (autorisé avec une femme). La sodomie pose en effet la question du consentement du partenaire passif (l'interdit condamnerait dans ce verset le viol homosexuel pratiqué par les Cananéens). La sodomie d'un homme consisterait alors à féminiser le partenaire passif en l'assimilant à une femme, d'où son interdiction.
2. « L'homme qui couche avec un homme comme on couche avec une femme : c'est une abomination qu'ils ont tous deux commise, ils devront mourir, leur sang retombera sur eux. » : Lévitique 20:13. Notons que la peine de mort n'est pas appliquée car depuis la chute du Temple, un sanhédrin ne peut se constituer pour la prononcer.
Si ces deux passages interdisent des pratiques, les sentiments et le désir homosexuels ne sont pas condamnés.
Traditionnellement les deux versets ont été interprétés comme une prohibition totale des pratiques homosexuelles mais des interprétations modernes remarquent qu'ils se trouvent à la fin d'une série des lois que interdissent l'inceste homme/femme, ils pourraient donc s'interpréter comme une interdiction à l'inceste homme/homme. Aucune mention n'est faite aux femmes.
Selon John Boswell, l'hostilité et les préjugés du judaïsme face aux pratiques liées à l'homosexualité pourraient s'expliquer par leur lien avec des rituels liés au paganisme et la prostitution sacrée. Alain Daniélou nous indique que les anciens Hébreux ont connu la prostitution sacrée masculine et féminine,.

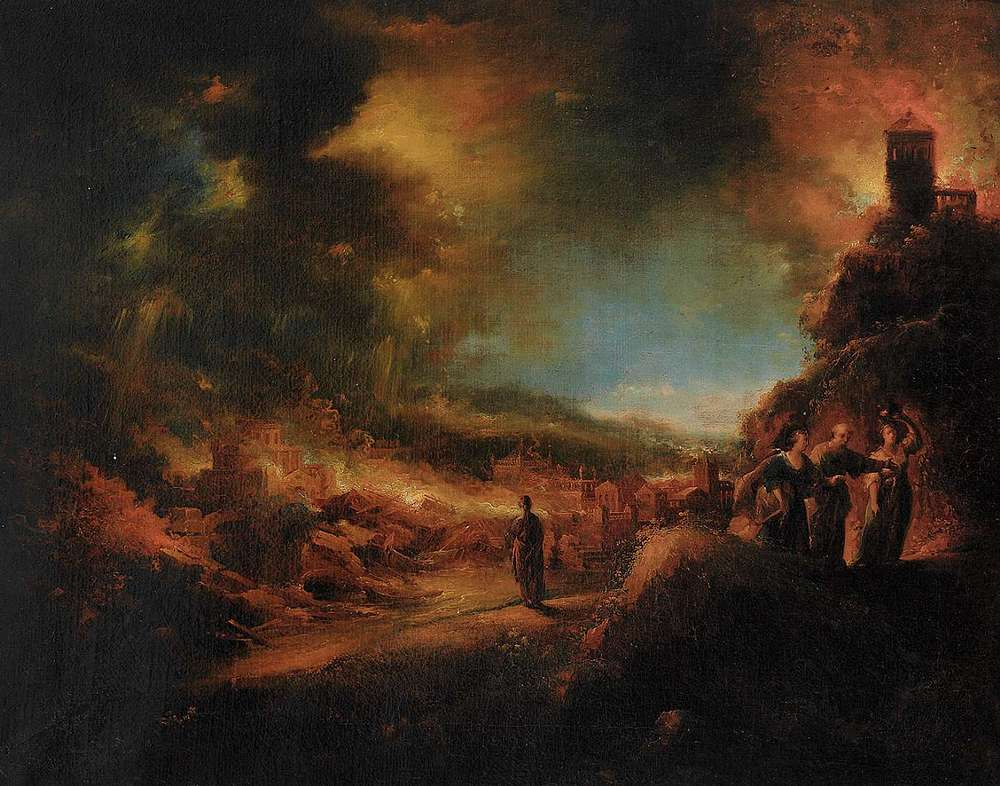
La destruction de Sodome, Johann Georg Trautmann

Le récit de Sodome et Gomorrhe quant à lui est évoqué dans les récits de la Genèse. Au verset 19:5 de la Genèse, les habitants de Sodome veulent "connaître" (= "iada'" en hébreu, qui signifie avoir des relations sexuelles) les compagnons de Loth qui leur proposent en échange ses filles. Le verset énonce: "Ils appelèrent Loth et lui dirent : où sont les hommes qui sont venus chez toi cette nuit ? Amène-les-nous pour que nous les connaissions" (Genèse 19:5). À la suite de ce verset, les mots latin sodomia et français sodomie et leurs dérivés, tel sodomite ont été appliqués très improprement à l'homosexualité (pas seulement masculine), le terme ancien de gomorrhéenne ayant été utilisé abusivement pour désigner spécialement les lesbiennes.
Néanmoins les textes bibliques évoquent aussi la tendre amitié qui unit le deuxième roi d'Israël David à Jonathan (en hébreu: יְהוֹנָתָן / יוֹנָתָן "celui que Dieu a donné") fils de Saul : « Or il advint que l'âme de Jonathan se lia à l'âme de David et que Jonathan l'aima comme lui-même ». Après la mort de ce dernier au combat, David se plaint : « Je suis en détresse à cause de toi, mon frère Jonathan, tu m'étais très cher, ton amour était pour moi plus merveilleux que l'amour des femmes ». Les pratiques homosexuelles semblent bien avoir existé comme le rapporte l'historien Juif Flavius Josèphe en parlant des religieux Zélotes (en grec : ζηλωτής zelotes ; Qiniim en hébreu) révolutionnaires lors de la résistance désespérée de Jérusalem assiégée par les Romains.

#### Position actuelle du judaïsme
En général, la position du Judaïsme reste la condamnation de l'acte.
Néanmoins, le judaïsme libéral accepte l'homosexualité, y compris pour les rabbins dans le cas du judaïsme libéral américain. En France, l'association Beit Haverim milite dans le sens d'une prise en compte de l'homosexualité dans la communauté juive française.

### L'homosexualité dans le christianisme
Traditionnellement, les différentes Églises chrétiennes ont considéré les actes homosexuels comme des pratiques contre nature, des péchés gravement contraires à la chasteté, à l'instar de la masturbation, de la fornication et de la pornographie ,. Le sujet de l'homosexualité est souvent débattu dans les églises chrétiennes. Ainsi, les positions des Églises chrétiennes sont conservatrice, libérale, ou modérée.

#### Histoire et interprétation biblique
Après dix siècles de liberté sexuelle au sein de la Rome antique, l'un des premiers empereurs romains chrétiens, saint Théodose proclame le 6 août 390 un édit condamnant à mort par l'épée les passifs (un « homme s'accouplant comme une femme » selon le Code de Théodose). Ce passage vers une répression directe de certains rapports sexuels doit être replacé dans le contexte de l'apparition et de l'affirmation du christianisme à la fin de l'Empire romain : émerge une attitude sociale, la morale chrétienne, opposée à celle de la décadence impériale.

« ... On ne voit à Rome que débauches, dissolution, ivrogneries et impuretés... les maisons des prêtres sont devenues les retraites honteuses des prostituées, des bateleurs, jongleurs, équilibristes, acrobates.... et des sodomites... on joue nuit et jour dans la demeure du pape. »

[réf. nécessaire]

#### Position actuelle de l'Église catholique

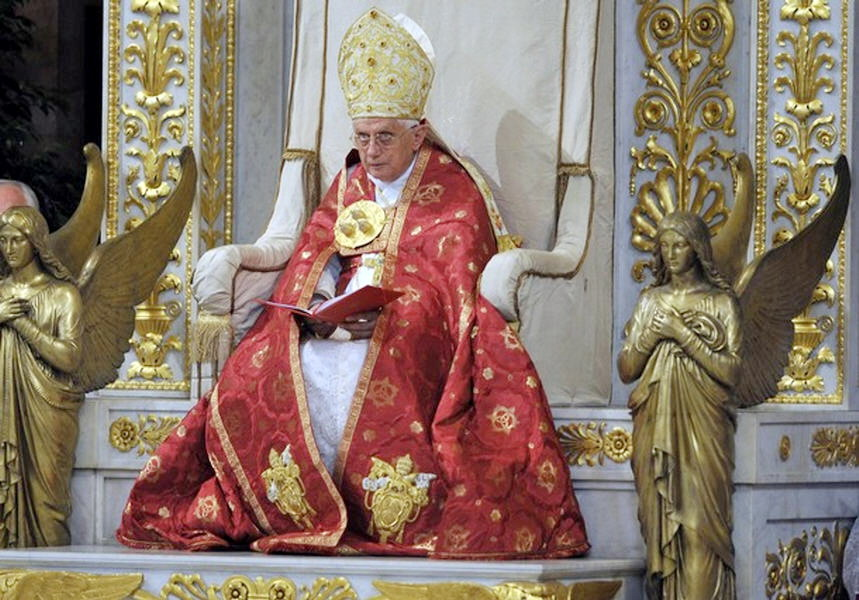
Le pape Benoît XVI en 2008.

Dans les années 2000-2010, excepté dans les formes religieuses à tendance intégriste catholique, orthodoxe, évangélique ou autres, on ne réclame pas des homosexuels l'abstinence mais plutôt de la retenue et de la discrétion. En juillet 2013, le pape François expose :  « Si une personne est gay et cherche le Seigneur avec bonne volonté, qui suis-je pour la juger ? ». Il rappelle que « le catéchisme de l’Église catholique dit très bien qu'on ne doit pas marginaliser ces personnes qui doivent être intégrées dans la société ».
L'Église catholique romaine est tolérante envers « la condition ou tendance homosexuelle » des croyants, tout en rejetant les « actes ». La Congrégation pour la doctrine de la foi, sous la houlette du cardinal Ratzinger (futur Benoît XVI) a rappelé, en 1986 et 2003, cette position, enjoignant, en particulier, aux évêques et aux législateurs catholiques de s'opposer aux législations en faveur du mariage entre personnes de même sexe ou de son équivalent dans les autres législations. Selon l'Association David et Jonathan "ce texte durcit la position traditionnelle de l’Église concernant les homosexuels. La distinction entre tendances et actes homosexuels, sur laquelle insistaient tous les textes du Magistère jusqu’ici, disparaît de fait[réf. nécessaire]. La tendance homosexuelle devient incompatible avec une authentique chasteté et en elle-même coupable". Le dernier texte publié par le Saint-Siège ce sujet remonterait à 1961. Le Vatican lui-même a mis en place deux mouvements fondés sur la morale catholique romaine de l'amitié et de l'abstinence complète : le mouvement Courage et les Rencontres Fraternelles Aelred. Ces mouvements militent contre le mariage entre personnes de même sexe et mettent l'accent sur la chasteté intégrale encadrée par des pratiques religieuses et des organisations religieuses.
En septembre 2021, le pape François confirme son soutien aux unions civiles pour les couples de même sexe. En décembre 2023, le Vatican autorise la bénédiction des couples, lors d'un pèlerinage, de la visite d'un sanctuaire ou d'une prière récitée en groupe. L'Eglise se dit toutefois toujours opposée au mariage homosexuel.

#### Position actuelle des Églises orthodoxes
Le patriarche orthodoxe de Moscou et de toute la Russie Alexis II déclara devant l'assemblée du Conseil de l'Europe, en octobre 2007, que « l'Église orthodoxe russe éprouve amour et compassion pour le pécheur mais pas pour ses péchés. Tel est l'enseignement moral de la Bible. Le péché, c'est l'adultère, l'infidélité, des relations sexuelles irresponsables et tous les actes qui altèrent la conscience de l'homme. (...) Si certains se livrent à une propagande en faveur de l'homosexualité, il est du devoir de l'Église de dire où est le Bien car l'homosexualité est une maladie qui modifie la personnalité de l'homme. Ce n'est donc pas l'une de ces pathologies dont on peut parler avec détachement comme de la kleptomanie par exemple. (...) Ces convictions ne doivent conduire à aucune discrimination ». Son successeur, le patriarche Cyrille Ier, à l'occasion d'un voyage en Ukraine, en juillet 2010, exprima partager la vision du pape Benoît XVI sur de nombreuses questions actuelles, spécialement les questions morales et ecclésiales. Concernant l'homosexualité, il nota que « la Parole de Dieu est déformée afin de correspondre au critère laïciste libéral. Il est écrit très clairement qu'il s'agit d'un péché ».
Le 17 mars 2008, les 13 membres du comité permanent de l'Église orthodoxe de Grèce déclarèrent que la proposition de loi d'union matrimoniale civile, envisagée par le gouvernement grec, serait une « bombe catastrophique » logée dans les fondements même de la société grecque, minant le mariage et la vie de famille. Le Synode affirma, de la part de l'Église de Grèce, que « l'Église accepte et bénit le mariage établit selon les traditions orthodoxes, et considère tout autre type de relation semblable comme étant de la prostitution ».
Dans son document portant sur « le mariage, la famille, la sexualité et la sainteté de la vie », le Saint Synode de l'Église orthodoxe aux États-Unis déclara en juillet 1992 que « l'homosexualité doit être perçue comme le résultat de la rébellion de l'humanité contre Dieu, et donc, contre sa nature propre et son propre bien-être. Elle ne doit pas être considérée comme une manière de vivre et d'agir pour des hommes et des femmes faits à l'image et à la ressemblance de Dieu. Les hommes et les femmes ayant des sentiments et des émotions homosexuels doivent être traités avec la compréhension, l'acceptation, l'amour, la justice et la miséricorde dus à tous les êtres humains. (…) Les personnes [homosexuelles] instruites et trouvant conseil dans la foi chrétienne orthodoxe et la vie ascétique et qui veulent encore justifier leur attitude, ne peuvent pas participer aux mystères sacramentels de l'Église, puisque le faire ne les aiderait pas, mais, au contraire, leur ferait du mal ».
Dans l'orthodoxie, la position reste donc la condamnation de l'homosexualité. Cette attitude va jusqu'à l'implication politique. Ainsi, le patriarche de Roumanie Teoctist Ier (1915-2007) s'est opposé publiquement avec l'appui du saint Synode de Roumanie en 1996 et en 2000 au fait que la Chambre des Députés roumaine  envisageait d’abolir une loi réprimant par la prison le délit d’homosexualité. Dans son homélie pascale de 2001 il fustigeait vivement l'homosexualité.
Le Saint  Synode de  l’Église d’Amérique quant à lui, s'est opposé à cette attitude et s'est exprimé en 1992 par une écoute pastorale à ce sujet, tout en soulignant que l’homosexualité, comme telle, était une révolte de la nature contre Dieu, comme le sont tous les péchés : « Les hommes et les femmes ayant des sentiments et des émotions homosexuels doivent être traités avec la compréhension, l'acceptation, l'amour, la justice et la miséricorde dus à tous les êtres humains. (…) Les personnes (homosexuelles) instruites et trouvant conseil dans la foi chrétienne orthodoxe et la vie ascétique et qui veulent encore justifier leur attitude, ne peuvent pas participer aux mystères sacramentels de l'Église, puisque le faire ne les aiderait pas, mais, au contraire, leur ferait du mal ». La voie proposée reste donc la compréhension, l'écoute, l'abstinence et l'ascèse. Le métropolite Michel Laroche du représentant du patriarcat de Kiev en France partage la même opinion et propose de laisser les solutions pastorales de ces questions aux prêtres de paroisses et aux moines tout en citant l'évangile de Luc : « Ne jugez-pas et vous ne serez pas jugés ».

#### Position des Églises orthodoxes-orientales
Pour l'Église copte orthodoxe, selon la Bible, la tradition copte et le credo, l'homosexualité est un péché et Dieu les condamne. Le père M. Mikhail (États-Unis) affirme que l'orientation sexuelle vient d'une prédisposition datant de la petite enfance, est donc acquise et constitue un choix,. « Une personne homosexuelle se fait des illusions si elle pense pouvoir pratiquer ce style de vie et aller au ciel. L'homosexualité est un péché et la personne homosexuelle qui veut guérir doit la reconnaître comme telle et se repentir ».

#### Églises protestantes et Communion anglicane

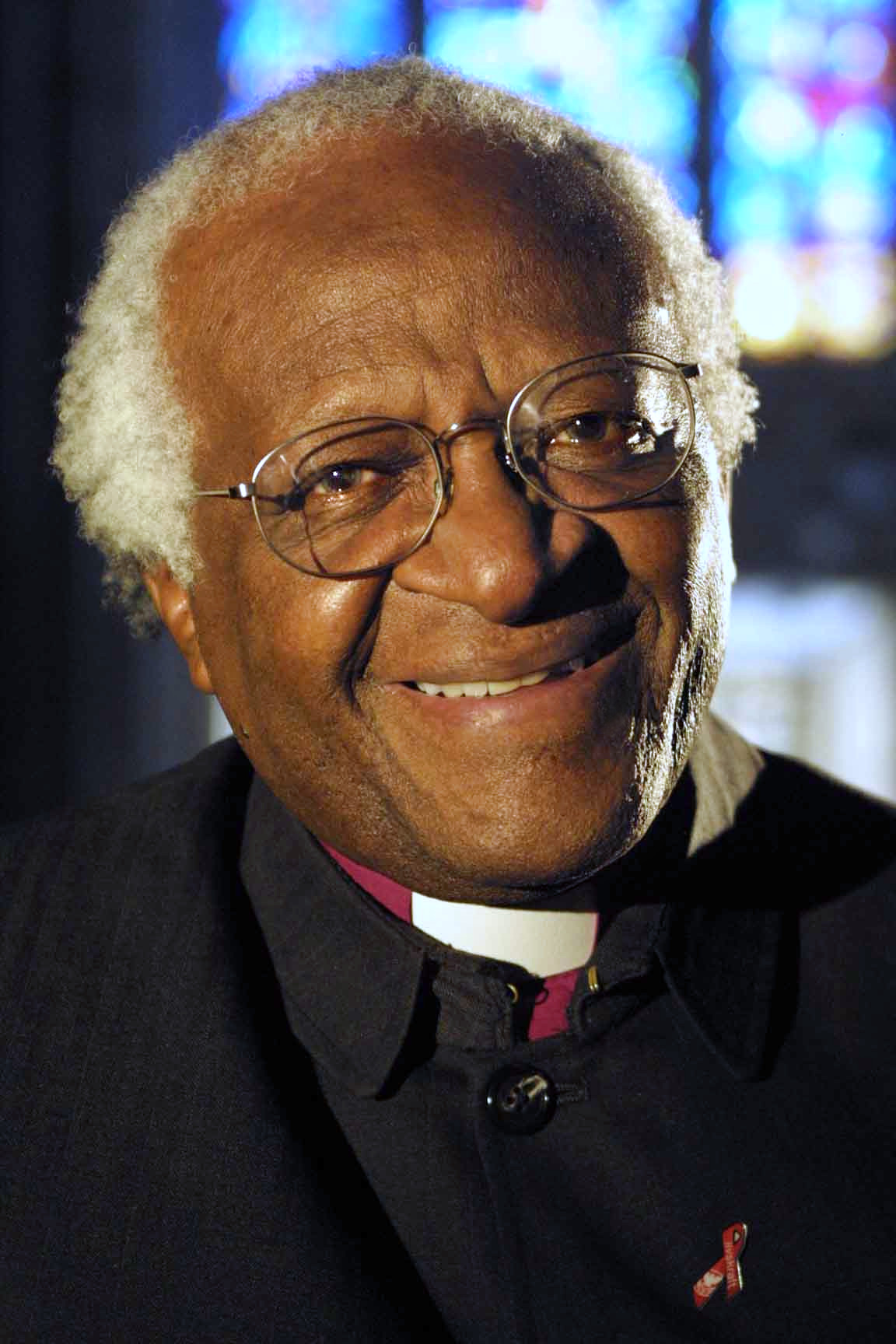
Le pasteur Desmond Tutu en 2004.

Le Protestantisme, dans sa grande majorité, a revu sa position sur la question. Il existe néanmoins des positions extrêmement variées selon les courants, et de nombreux questionnements existent selon les interprétations qui sont faites de certains passages de l'ancien et du nouveau testament.
Certains mouvements se sont cependant grandement libéralisés :
La question de l'homosexualité dans l'anglicanisme, permet la bénédiction du mariage entre personnes de même sexe, ainsi que la consécration d'évêques ouvertement gays ou lesbiennes. Le débat est ouvert par l'ordination  de Gene Robinson comme évêque du New Hampshire en 2003 par l'Église épiscopale des États-Unis. Elle a conduit à un certain nombre de changements d'obédience par des paroisses et des diocèses qui tout en voulant rester dans la Communion anglicane, se sont mis sous la juridiction de provinces plus conservatrices, notamment en Afrique. En Afrique du Sud, l'archevêque primat Desmond Mpilo Tutu, prix Nobel de la paix, déclare en 1998 : « Puisque nous considérons que l'amour concerne tout l'être, et pas seulement la dimension sexuelle, et qu'il ouvre au don de soi et à la compassion, quelle raison aurions-nous de croire que cette qualité doit être réservée aux couples hétérosexuels ? ». En novembre 2007, il déclare « If God, as they say, is homophobic, I wouldn't worship that God. »  qu'on peut traduire par « Si Dieu, comme ils le disent, est homophobe, je ne rendrais pas de culte à ce Dieu ».
En août 2009, l'Église évangélique luthérienne en Amérique ouvre l'ordination aux homosexuels monogames (et non plus simplement célibataires).
En mai 2015, au synode de Sète, l'Église protestante unie de France ouvre la possibilité de la pratique d’une bénédiction liturgique pour les couples mariés de même sexe,,.

#### Autres Églises chrétiennes
L'Église vieille-catholique défend des positions plus libérales que l'Église catholique romaine et accepte les bénédictions de couples homosexuels. En 1996 l'Église vieille-catholique hollandaise déclara qu'une bénédiction des relations entre personnes de même sexe était possible, mais sans encore accorder le droit de se marier. En effet, le mariage est, selon les vieux-catholiques, un sacrement. Mais dès 2002, un rapport de cette même église conseilla d'engager les discussions au sujet du mariage. Lors de son synode national de 2006, l'Église catholique-chrétienne, branche suisse de l'Église vieille-catholique, rappela que « la préférence sexuelle d’un être humain et sa façon de la vivre dans une perspective chrétienne ne peut être en soi un critère déterminant » pour l’exercice d’un ministère dans l’Église, mais souligna, cependant, l’importance d’une certaine intelligence pastorale dans l’engagement de membre du clergé vivant en partenariat homosexuel. D'autre part, la bénédiction des couples homosexuels qui n'est, pour cette Église suisse, ni un sacrement ni un mariage religieux, consiste en une prière prononcée soit dans une célébration à part entière, à l’église ou dans un contexte privé (par exemple, dans l’appartement du couple), soit au cours d’une eucharistie paroissiale.
La Société religieuse des Amis (quakers) (Religious Society of Friends) publie en 1963 un ouvrage intitulé Towards a Quaker View of Sex (« Vers une vision quaker de la sexualité ») qui expose des vues très libérales et fait beaucoup dans le changement d'attitude envers les personnes homosexuelles,. En 1987, le comité exécutif des quakers britanniques reconnaît qu'il n'y a pas de raisons essentielles à ce que ne soient pas célébrées des unions de personnes de même sexe. L'Assemblée annuelle britannique des quakers accepte formellement le mariage entre personnes de même sexe en 2009, avec mandat d'obtenir du gouvernement les nécessaires changements légaux,.

### L'homosexualité dans l'islam
L'islam, considère historiquement l'homosexualité comme étant un péché contre l'ordre établi par Dieu. La charia, loi islamique, condamne fortement l'homosexualité dans toutes les écoles juridiques et prescrit la peine de mort ou une peine discrétionnaire comme sanction en cas de pratique. L'homosexualité masculine est un crime dans la plupart des pays à majorité musulmane.

#### Histoire et interprétation coranique
Dans le Coran, il est clair que Dieu a détruit la cité de Loth qui a exercé ces pratiques.
Le Coran [26:165-168]
« Accomplissez-vous l’acte charnel avec les mâles de ce monde ? Et délaissez-vous les épouses que votre Seigneur a créées pour vous ? Mais vous n’êtes que des gens transgresseurs». Ils dirent : «Si tu ne cesses pas, Lot, tu seras certainement du nombre des expulsés». Il dit : «Je déteste vraiment ce que vous faites. »
Le Coran [27:54-55]
« [Et rappelle-leur] Lot, quand il dit à son peuple : «Vous livrez-vous à la turpitude [l'homosexualité] alors que vous voyez clair». Vous allez aux hommes au lieu de femmes pour assouvir vos désirs ? Vous êtes plutôt un peuple ignorant. »
Le Coran [7:80-81]
« Et Lot, quand il dit à son peuple : «Vous livrez vous à cette turpitude que nul, parmi les mondes, n’a commise avant vous ? Certes, vous assouvissez vos désirs charnels avec les hommes au lieu des femmes ! Vous êtes bien un peuple outrancier.» »
Le Coran [29:28-30]
« Et Lot, quand il dit à son peuple : «Vraiment, vous commettez la turpitude où nul dans l’univers ne vous a précédés. Aurez-vous commerce charnel avec des mâles ? Pratiquerez-vous le brigandage ? Commettrez-vous le blâmable dans votre assemblée ? » »
Le Coran [21:74]
« Et Lot ! Nous lui avons apporté la capacité de juger et le savoir, et Nous l’avons sauvé de la cité où se commettaient les vices; ces gens étaient vraiment des gens du mal, des pervers. »
Le Coran [54:33-34]
« Le peuple de Lot traita de mensonges les avertissements. Nous lâchâmes sur eux un ouragan, excepté la famille de Lot que Nous sauvâmes avant l’aube, »
Interrogé sur la question, Tareq Oubrou, imam de Bordeaux, souligne que les pays sanctionnant l'homosexualité par la peine de mort répondent d'une mauvaise interprétation des textes sacrés, « sur des hadiths non authentiques ». Pour Oubrou, « aucun texte univoque, authentique, ne fait mention d'une quelconque sanction contre les homosexuels. Éthiquement parlant, le Coran n'admet pas l'homosexualité. Mais le passage de cette condamnation morale a une condamnation juridique n'existe pas ». Mais cette position d'ouverture reste très marginale dans le monde musulman : L'Islam ne fait pas exception à la règle de rejet global de l'homosexualité même si on observe selon les temps et les lieux une différence sur les peines appliquées.

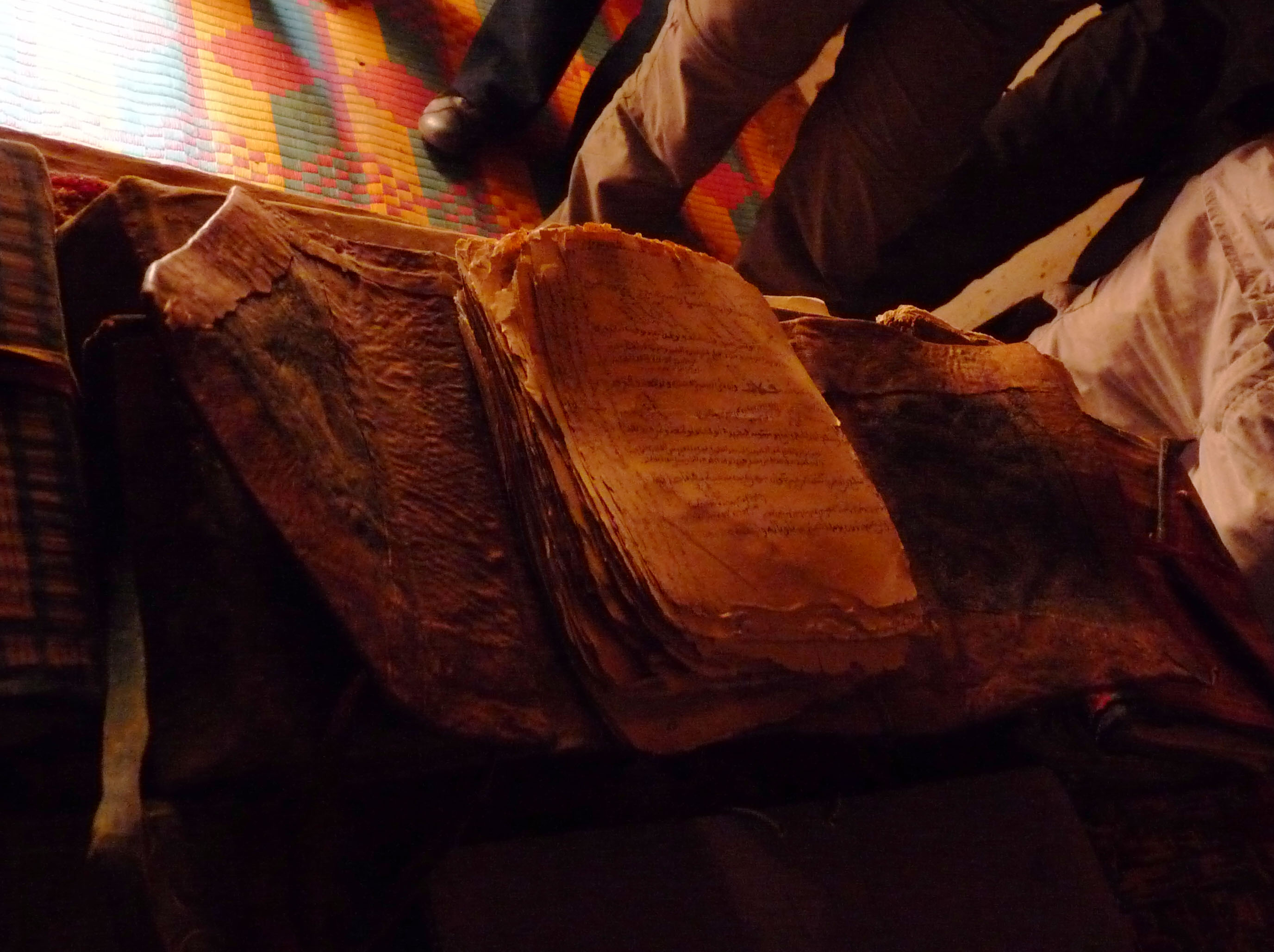
Anciens manuscrits musulmans de Mauritanie

#### Position actuelle de l'Islam
L'évolution actuelle sur la question laisse une place à l'ouverture de certains imams comme l'imam Tareq Oubrou, pour qui ni le Coran ni la Sunna ne condamnent l'homosexualité, ajoutant que l'homophobie est contraire aux principes de l'Islam. L'imam de Bordeaux Tareq Oubrou souligne que l'homosexualité « n'est pas préconisée par l'islam, mais que les musulmans homosexuels sont des musulmans à part entière. Le fait de les stigmatiser, de les violenter, de les harceler est antinomique avec l'éthique commune ». Abdel Nour Brado, représentant de la Junta Islamica de Cordoue déclare qu'« il n'y a dans le Coran aucune référence contre l'homosexualité. Il faut débattre de ce sujet entre nous et comprendre que célébrer des mariages religieux entre gays serait la meilleure réponse des musulmans vivant en occident à ceux qui persécutent les homosexuels dans le monde musulman » mais ce point de vue reste tout à fait marginal dans la réalité du monde musulman contemporain.
Plusieurs associations de gays musulmans se sont créées au cours des dernières années, dont la Fondation Al-Fatiha (créée en 1998 aux États-Unis), HM2F (Homosexuels musulmans de France), créée en janvier 2010 par Ludovic-Mohamed Zahed ; également auteur de l'ouvrage intitulé Le Coran et la Chair, ou Merhaba (en Belgique). L'association chrétienne française David et Jonathan a également ouvert le groupe Abu Nuwas pour répondre à une demande de jeunes gays musulmans. Mais ces actions restent l'exception.
Dans la quasi-totalité des pays dont la population est essentiellement musulmane, l'homosexualité est considérée comme un délit conduisant à des peines allant jusqu'à 10 ans de prison. Cette pratique est cependant passible de la peine de mort dans 7 pays : Mauritanie, Soudan, Nigéria, Somalie, Arabie Saoudite, Yémen et Iran.
Même lorsque l'homosexualité n'est pas illégale, comme en Turquie, la censure officielle peut être dure: en 2010, Selma Aliye Kavaf, alors ministre aux Affaires familiales, a parlé de «maladie» en évoquant l'homosexualité. Des charges pour homosexualité peuvent également être utilisées dans la répression politique. Depuis 1998, le leader de l'opposition malaysienne Anwar Ibrahim a été jugé plusieurs fois pour sodomie.
Un des cas emblématique assez récent est celui du prince saoudien Saoud ben Abdelaziz ben Nasser Al Saoud condamné le 20 octobre 2010, pour le meurtre de son amant, à la prison à perpétuité, avec peine de sûreté de vingt ans et purge sa peine au Royaume-Uni, où il pouvait demander asile à l'issue de celle-ci, l'homosexualité étant punie de la peine de mort en Arabie saoudite.

## Religions asiatiques

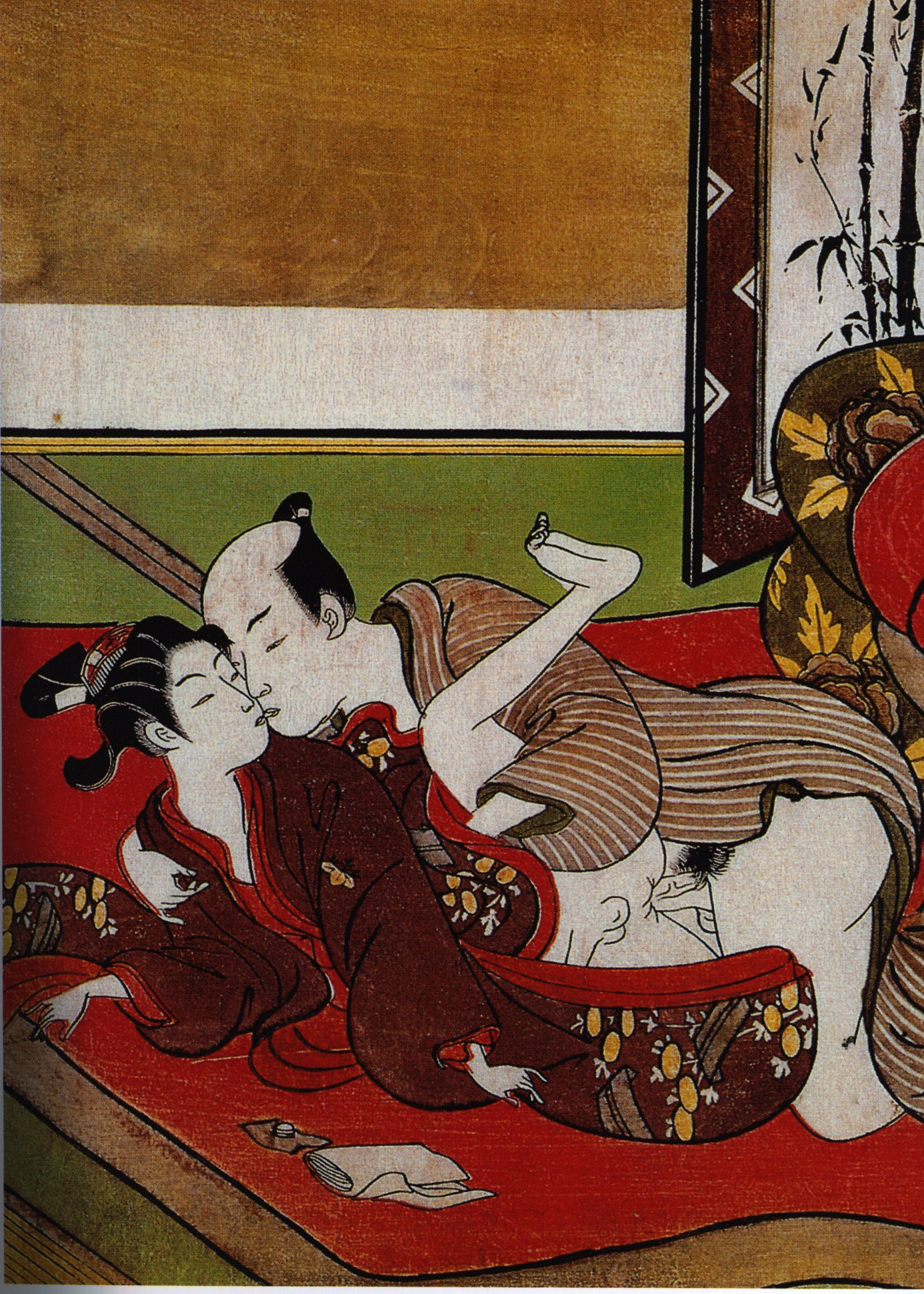
Détail d'un Shunga japonais du XVIIIe siècle

### L'homosexualité dans le bouddhisme
Le bouddhisme n'aborde pas explicitement le sujet de l'homosexualité, mais il prône globalement de garder la maîtrise des sens. Les interprétations varient dans le détail mais la tendance globale est de reconnaître la seule sexualité hétérosexuelle en vue de la procréation et de rejeter la recherche du plaisir « pour le plaisir ».
En 2013, le dalai-lama, représentant suprême de l'école gelugpa du bouddhisme tibétain, juge sévèrement les textes anciens et souligne que les temps ont changé et ajoute : "Si l’on s’aime avec sincérité, tous les orifices peuvent être éventuellement appropriés". Le dalaï-lama, a clairement évolué sur le sujet: en 1997, du point de vue bouddhiste, les relations d'homme-à-homme ou de femme-à-femme étaient encore considérées comme des pratiques sexuelles déviantes. En mars 2014, le dalaï-lama déclara qu'il n'a aucune objection au mariage homosexuel, estimant que cela relève de « la loi de chaque pays ». Il déclara : « si deux personnes, un couple, estiment que c'est plus pratique, que cela les satisfait plus et que les deux côtés sont d'accord, alors d'accord ».

### L'homosexualité dans le shintoïsme
Il n'y a jamais eu dans le shintoïsme d'opposition à l'homosexualité. Les contemporains de l'époque d'Edo étaient libres de représenter les kami (dieux japonais) dans des actes sexuels impliquant la sodomie les uns avec les autres. Durant le shogunat Tokugawa, plusieurs dieux shinto, surtout Hachiman, Myoshin, Shinmei et Tenjin, étaient considérés comme les divinités gardiennes du nanshoku (amours homme–homme). L'écrivain de l'époque Ihara Saikaku plaisante en disant que puisqu'il n'y a aucune femme dans les trois premières générations de la généalogie des dieux décrite dans le Nihon Shoki, les dieux ont forcément eu des relations homosexuelles — ce que Saikaku considère comme la vraie origine du nanshoku. Il n'en est pas moins vrai que pour les Japonais l'homosexualité est un comportement individuel qui doit être permis et protégé, mais qui ne doit pas intervenir dans le domaine ni le débat public. Il n'y a aucun débat sur l'homophobie ni sur l'union homosexuelle. Des mariages sont arrangés et de façade pour préserver l'image de la famille. Le Shintoïsme est certes conservateur mais garde un regard serein et tout à fait discret sur l'homosexualité.

« Les amours homosexuelles dans le clergé shintoïste et bouddhiste japonais : les relations Nanshoku à l'intérieur des monastères étaient historiquement surtout d'ordre pédérastiques, il s'agissait de relations structurées selon l'âge où le plus jeune partenaire n'était pas considéré comme adulte. Le partenaire le plus âgé, nenja (« amant » ou « admirateur »), était souvent un moine, un prêtre ou un abbé, et le plus jeune était probablement un aide (chigo, 稚児) prépubère ou adolescent. Les rapports n'avaient plus lieu une fois que les garçons devenaient adultes (ou quittaient le monastère). Les deux partenaires étaient encouragés à traiter leur relation de façon sérieuse et à la mener honorablement et le nenja se devait d'écrire un vœu de fidélité. En dehors des monastères, les moines étaient considérés comme ayant une prédilection particulière pour les prostitués mâles, ce qui était le sujet de nombreuses histoires drôles. »

### L'homosexualité dans l'hindouisme

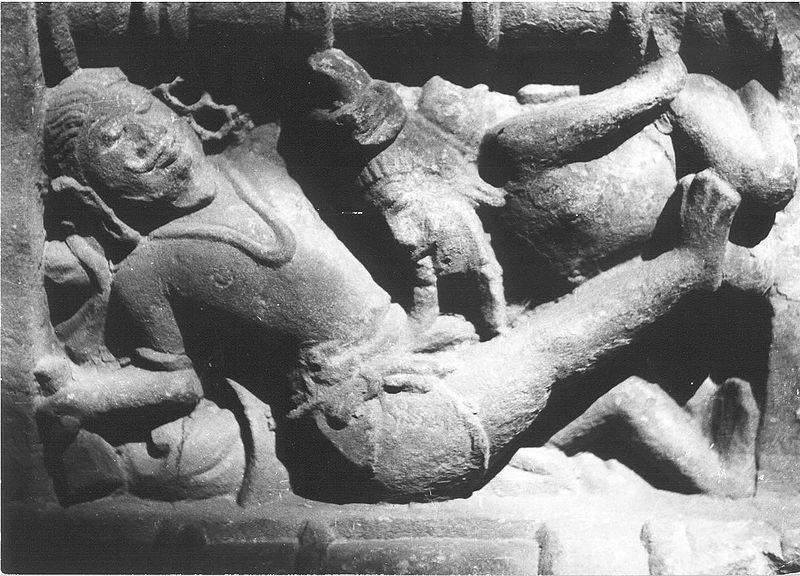
Sculpture sur le temple hindou de Lakshmana à Khajuraho d'un homme faisant une fellation à un autre homme (954 apr. J.-C.).

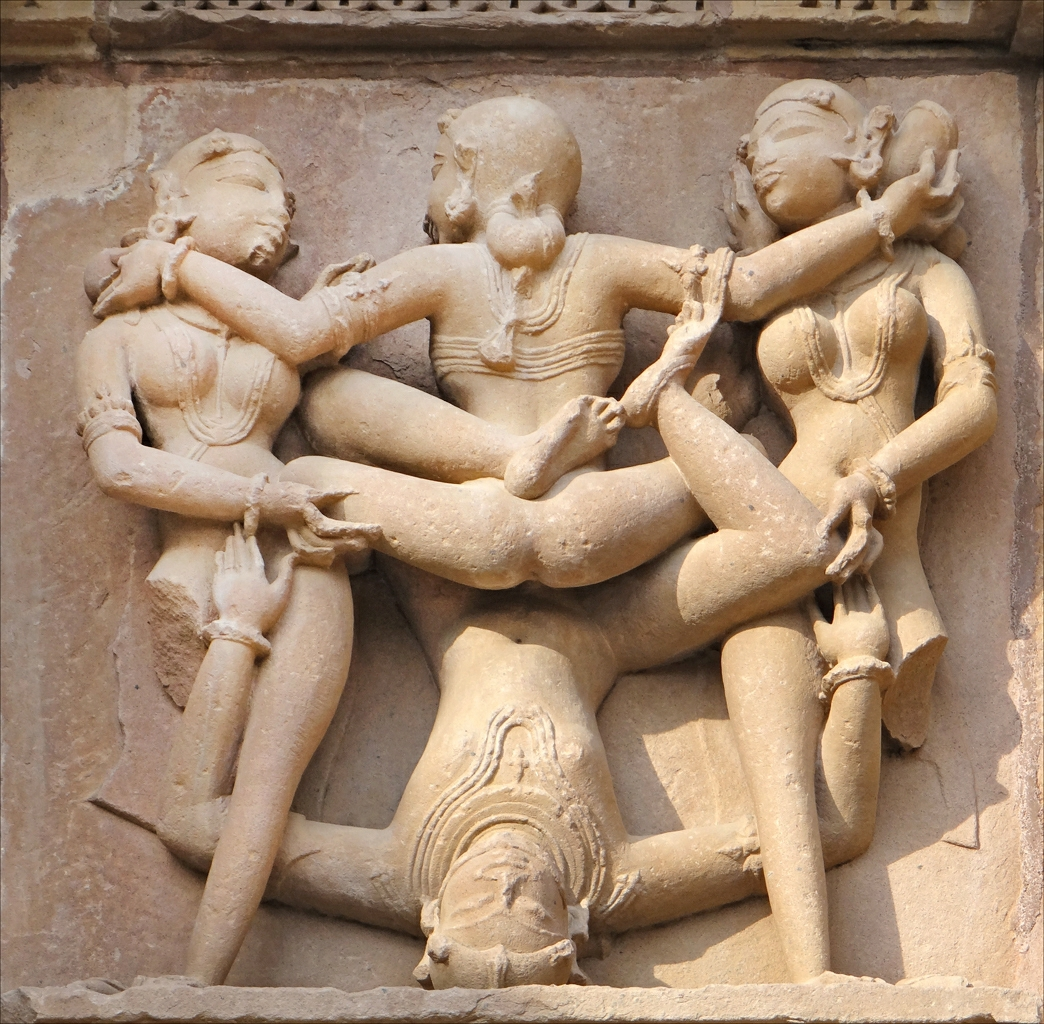
Scène érotique sur un des temples de Khajuraho, Inde.

Dans l'hindouisme, le plaisir n'est pas perçu comme un mal : c'est un don de Dieu. Le péché de la chair n'existe pas comme dans le judaïsme ou le christianisme, et de nombreuses sculptures sensuelles voire érotiques sur les parois externes des temples sont là pour en témoigner. Le plaisir charnel est accepté et acceptable dans la mesure où il est né d'un consentement mutuel et d'une attirance réciproque (que cette attirance soit hétérosexuelle ou homosexuelle), et même s'il n'est pas consommé dans les liens du mariage (le Kâma-Sûtra, ouvrage sacré de l'hindouisme dédié à l'éros, fait place aux pratiques homosexuelles et adultères, avec de nombreux conseils de prudence). Comme en Europe, différentes époques ont apporté différents degrés de tolérance mais faire de l'hindouisme (ou brahmanisme) et de ses religions-sœurs (sikhisme, jaïnisme, bouddhisme, etc.) un havre homophile serait un contresens, puisque l'islam domina le sous-continent pendant cinq siècles, remplacé par la pudibonderie du colonisateur britannique.
En effet, le kama-sutra, écrit par le brâhmane et ascète Vatsyayana, ne dénonce en aucun cas l'homosexualité, mais au contraire en décrit les vertus et les actes, sans aucun tabou de principe.
Enfin, les homosexuels sont considérés par l'hindouisme orthodoxe comme « bénis des Dieux », puisque leur éros est pur : non souillé de préoccupation de type social ou lié à la « famille » (l'éros, ou kâma, est un des quatre buts des créatures, avec le gain matériel (artha), le devoir ou vertu (dharma), et la libération du cycle des réincarnations (moksha)) ; en effet, l'éros des hétérosexuels est impur puisque pouvant engendrer des enfants ; or, faire des enfants qui n'ont pas leur place dans la société est un très grave péché qui entache les parents, dans l'hindouisme ; les homosexuels, avant l'ère islamique en Inde, n'ont jamais eu à souffrir du moindre reproche de la part des brâhmanes, bien au contraire.

## Les homosexuels et la religion

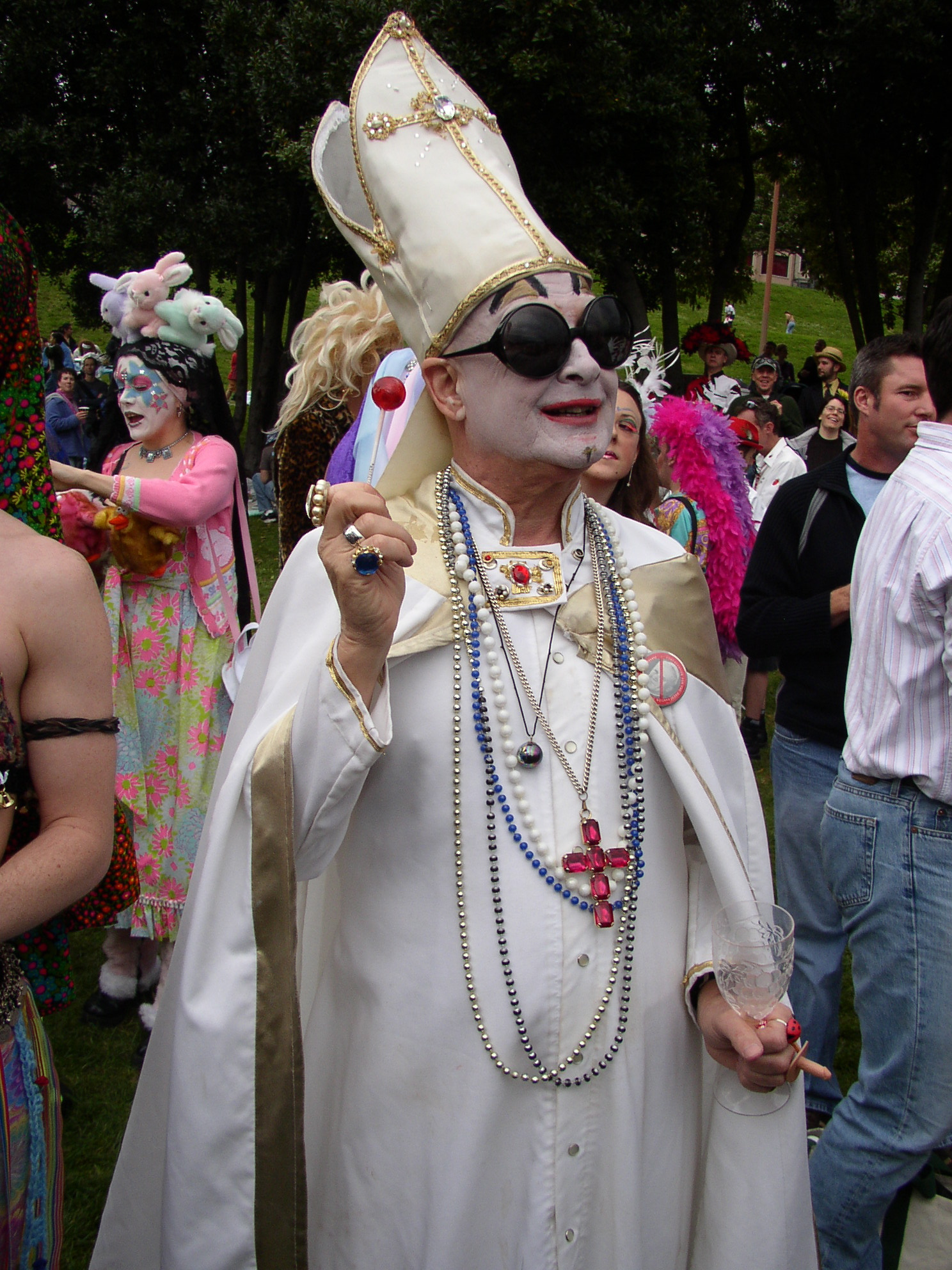
Pape Dementia the Last des Sœurs de la Perpétuelle Indulgence

Des lesbiennes et des gays croyants, poussés par leur foi en Dieu et la croyance que leur religion va changer, ont fondé des lieux, des associations qui les réunissent dans leur foi. Beit Haverim (« la maison des amis ») pour les juifs, David et Jonathan et la Communauté du Christ Libérateur (CCL) (cette dernière étant situé en Belgique) pour les chrétiens ou Homosexuels musulmans de France (HM2F) ainsi que la Fondation Al-Fatiha pour les musulmans, jouent ce rôle d'accueil.
Pour celles et ceux qui considèrent que cette démarche est une soumission, il reste la possibilité de l'apostasie. Certaines associations, comme Les Panthères roses, militent ouvertement pour cette solution, bien que paradoxalement liées à des groupes proches de mouvements religieux. En Espagne, le Collectif des lesbiennes, gays et transgenres a déposé, le 8 juillet 2004, 1 200 déclarations d'abandon de la foi catholique à l'archevêché de Madrid pour protester contre les « privilèges injustifiés » de l'Église catholique romaine dans ce pays et pour supprimer les noms des déclarants des listes de baptisés sur lesquelles elle s’appuie pour établir le nombre de catholiques en Espagne et recevoir un financement public proportionnel.
Il n'existe pas d'associations chez les chrétiens évangéliques, mais parfois des homosexuels y expriment ouvertement leur désaccord.
Des lesbiennes et des gays ont créé les Radical Faeries (« Fées radicales »), un rassemblement oscillant entre le New Age et le paganisme préjudéochrétien. L’humour est une arme traditionnelle de la culture gay et les Sœurs de la Perpétuelle Indulgence mettent en scène le décorum papiste en le retournant.
L’UFMCC, une Église œcuménique et gay friendly : les Metropolitan Community Churches (MCC, littéralement « Églises communautaires urbaines », officiellement, en français, « Églises chrétiennes œcuméniques »), rassemblées dans l’Universal Fellowship of Metropolitan Community Churches (UFMCC, « Fédération internationale des Églises chrétiennes œcuméniques »), dont les membres sont majoritairement homosexuels, trouvent leur origine dans la première église fondée à Los Angeles, en 1968, par le révérend Troy Perry (en), avant les émeutes de Stonewall de 1969 et les fêtes et défilés de la fierté gay et lesbienne. Troy Perry, ancien ministre de l'église pentecôtiste Church of God of Prophecy (en), conscient de son orientation homosexuelle et souffrant de la stigmatisation sociale qui lui était attachée, considéra que la seule solution était d'établir une Église dédiée au soutien spirituel et à la formation religieuse de la communauté gay et lesbienne. C'est dans son living-room que se tint le premier service de cette nouvelle Église, le 16 octobre 1968, service qui rassembla onze hommes et une femme (d'origine catholique, protestante ou juive, dont un couple hétérosexuel). Le mouvement se développa à tel point que, le 7 mars 1971, le service de dédicace du nouveau bâtiment acquis en propre par l'Église, rassembla 1012 personnes. Le 28 juin 1970, Troy Perry et deux de ses amis, Morris Kight et le révérend Bob Humphries, fondèrent le Christopher Street West (en) (du nom de la rue de New York où eut lieu la fameuse rébellion du Stonewall Inn), la première parade et fête de la fierté gay et lesbienne. Les MCC représentaient, en 2003, plus de 300 églises à travers le monde, et plus de 40000 membres répartis en 18 pays. Elles constituèrent également le lieu de naissance de douzaines d'organisations gays et lesbiennes ou de projets de justice sociale. Les MCC demandèrent, en 1990, à devenir membre du National Council of Churches (Conseil National des Églises du Christ des États-Unis), partenariat œcuménique d'Églises. Elles procédèrent également à l'union de plusieurs couples de même sexe lors de la Gay/lesbien/bisexual Pride de New York en 1994, marche qui commémorait le 25e anniversaire de Stonewall.